# Celastrus monospermoides
Celastrus monospermoides är en benvedsväxtart som beskrevs av Ludwig Eduard Theodor Loesener. Celastrus monospermoides ingår i släktet Celastrus och familjen Celastraceae. Inga underarter finns listade.